# U 50 (U-Boot, 1939)

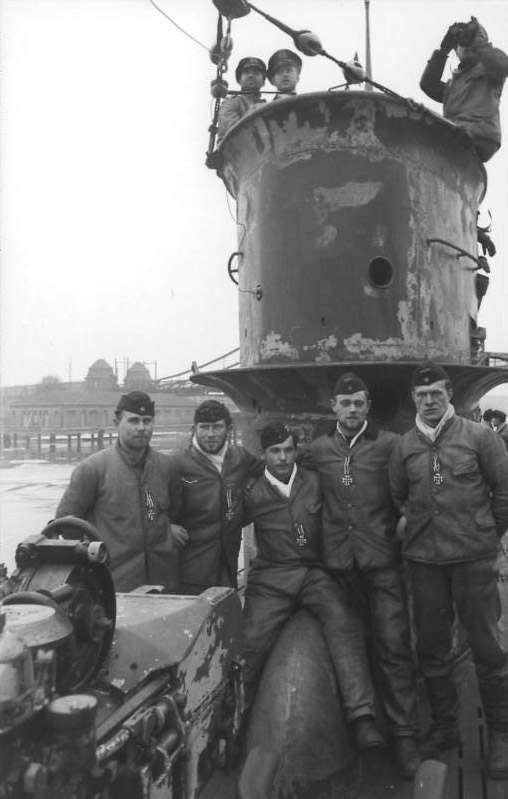
Besatzungsmitglieder von U 50 mit dem gerade verliehenen Eisernen Kreuz (Wilhelmshaven, 2. März 1940)

U 50 war ein deutsches U-Boot vom Typ VII B, das im Zweiten Weltkrieg von der Kriegsmarine eingesetzt wurde.

## Geschichte
Der Auftrag für das Boot wurde am 21. November 1936 an die Germaniawerft in Kiel vergeben. Die Kiellegung erfolgte am 3. November 1938, der Stapellauf am 1. November 1939, die Indienststellung unter Kapitänleutnant Max-Hermann Bauer am 12. Dezember 1939.
Das Boot gehörte bis zum 31. Dezember 1939 als Ausbildungsboot zur U-Flottille „Wegener“ in Kiel. Nach der Neugliederung der U-Flottillen gehörte es vom 1. Januar 1940 bis zu seiner Versenkung am 7. April 1940 zur 7. U-Flottille in Kiel.

## Einsatzstatistik
Kommandant Max-Hermann Bauer lief mit U 50 zu zwei Unternehmungen aus, auf denen er vier Schiffe mit einer Gesamttonnage von 16.089 BRT versenkte.

### Erste Unternehmung
Das Boot lief am 6. Februar 1940 um 15.50 Uhr von Helgoland aus und am 4. März 1940 um 16.50 Uhr in Kiel ein. Auf dieser 28 Tage langen und zirka 4.800 sm langen Unternehmung in den Nordatlantik und der Biskaya wurden vier Schiffe mit 16.089 BRT versenkt und ein Schiff mit 8.309 BRT beschädigt.
- 11. Februar 1940: Versenkung des schwedischen Dampfers Orania (1.854 BRT) durch einen Torpedo. Er hatte Mais und Kleie geladen und war auf dem Weg von Buenos Aires nach Malmö. Es gab 14 Tote und zehn Überlebende.
- 13. Februar 1940: Beschädigung des schwedischen Tankers Albert L. Ellsworth (8.309 BRT) durch einen Torpedo. Das Schiff wurde am 9. Januar 1943 von U 436 versenkt.
- 15. Februar 1940: Versenkung des dänischen Dampfers Maryland (4.895 BRT) (Lage) durch einen Torpedo. Er hatte Ölkuchen geladen und befand sich auf dem Weg von Santos nach Kopenhagen. Es war ein Totalverlust mit 34 Toten.
- 21. Februar 1940: Versenkung des niederländischen Dampfers Tara (4.760 BRT) (Lage) durch zwei Torpedos. Er hatte Getreide geladen und war auf dem Weg von Bahía Blanca nach Rotterdam. Es gab keine Toten.
- 22. Februar 1940: Versenkung des britischen Tankers British Endeavour (4.580 BRT) (Lage) durch zwei Torpedos. Er fuhr in Ballast und war auf dem Weg von Glasgow nach Abadan. Das Schiff gehörte zum Konvoi OGF-19 mit 28 Schiffen. Es gab fünf Tote und 33 Überlebende.

### Zweite Unternehmung und Verbleib
Das Boot lief am 5. April 1940 von Kiel zum Unternehmen Weserübung aus. Am 6. April lief U 50 in der Nordsee bei Terschelling im Marine-Planquadrat AN 6943 auf eine Mine, die von einem der britischen Zerstörer Express, Esk, Icarus oder Impulsive am 3. März 1940 verlegt worden war, und sank mit allen 44 Mann an Bord. U 44 sank knapp drei Wochen vorher im selben Minenfeld.
U 50 hatte bis zu seiner Versenkung keine Verluste unter seiner Besatzung zu beklagen.